# MK-9470
MK-9470 je sintetičko jedinjenje, koji se vezuje za CB1 kanabinoidni receptor i funkcioniše kao inverzni agonist.